# The War Game
The War Game è un falso documentario del 1965 diretto da Peter Watkins vincitore del premio Oscar al miglior documentario.

## Trama
Filmato in bianco e nero con una durata di circa 50 minuti, The War Game rappresenta il preludio e le settimane che seguono un attacco nucleare sul Regno Unito da parte dell'Unione Sovietica.
Il narratore spiega come la politica di deterrenza nucleare contemporanea britannica minaccia un potenziale aggressore con la devastazione da parte di bombardieri nucleari Vulcan e Victor. La guerra ha inizio quando la Cina invade il Vietnam del Sud, provocando gli statunitensi ad autorizzare l'utilizzo di guerra nucleare tattica contro i cinesi. L'Unione Sovietica e la Germania Est minacciano di invadere Berlino Ovest se l'America non desiste, ma senza successo. Due divisioni dell'esercito americano tentano di penetrare in Berlino Ovest per contrapporre l'invasione, ma viene sopraffatto in una battaglia convenzionale.
Per invertire la rotta, il presidente autorizza i comandanti Nato a usare le loro armi nucleari tattiche. Ciò risulta in una guerra atomica in cui la Gran Bretagna viene colpita da molteplici IRBM. Il narratore spiega come i missili sovietici dell'epoca erano alimentati da combustibile liquido e conservati all'aperto, rendendoli vulnerabili ai bombardamenti. Viene ipotizzato che, durante una guerra, l'Unione Sovietica avrebbe lanciato tutti i suoi missili il più presto possibile per evitare la loro distruzione durante un contrattacco.
Nel caos che precede l'attacco, le città britanniche vengono evacuate e i residenti costretti a trasferirsi in campagna. Alle 9:15, 7 settembre, un dottore fa visita a una famiglia con un paziente malato. Proprio quando conclude il controllo ed esce dalla casa, suonano le sirene d'allarme aereo. Il dottore rientra la casa con due militi della Difesa Civile e cominciano a frettolosamente costruire un rifugio amatoriale con del tavoli. La città di Rochester viene improvvisamente colpita da un missile termonucleare sovietico dirottato, inizialmente destinato a RAF Manston. L'esplosione acceca coloro nelle vicinanze, e viene seguita da una tempesta di fuoco causata dall'onda d'urto. L'aria al centro della tempesta viene rimpiazzata dal metano, l'anidride carbonica e il monossido di carbonio, soffocando i pompieri tentando di spegnere le fiamme. Nel frattempo, i V-Bombers penetrano la frontiera sovietica e lanciano bombe Yellow Sun e missili da crociera Blue Steel su bersagli civili.
La società britannica subisce un collasso dovuto alla diffusione di avvelenamento radioattivo e la mancanza di viveri e di medicamenti. Si diffondono i traumi psicologici e, di conseguenza, c'è un aumento nei suicidi. Con l'infrastruttura dello stato distrutto, l'esercito britannico brucia i cadaveri e le forze dell'ordine fucilano gli sciacalli. Il governo provvisorio diventa sempre più impopolare per la sua brutalità, suscitando ribellioni locali. Di conseguenza, il tumulto e l'ostruzione diventano offese capitali. Una manciata di bambini orfani, traumatizzati e confusi, dichiarano in un'intervista di non poter visualizzare il loro futuro, ed esprimono un desiderio di essere "niente". Il film conclude al primo Natale dopo la guerra, svolto nelle rovine d'una chiesa dove il vicario tenta futilmente di rincuorare la sua congregazione traumatizzata.

## Premi
- Oscar al miglior documentario